# França al Festival de la Cançó d'Eurovisió 2012
| Edició                   | 2012                                                   |
| Televisio(ns) implicades | France 3                                               |
| Nom de la preselecció    | No hi ha cap.                                          |
| Dates                    | Presentació de la cançó: 29 de gener de 2012.          |
| Format                   | Elecció interna de l'artista. Aquesta escull la cançó. |
| Presentadors             | Cap.                                                   |
| Nombre de participants   | 1                                                      |

La televisió francesa va anunciar que, tot i que per a l'edició de 2012 tenia previst reprendre les preseleccions obertes, finalment optaria de nou per una elecció interna.

## Organització
Elecció interna de l'artista i de la cançó.

## Candidats
El 29 de novembre de 2011 la cadena France 3 va informar a la premsa francesa que l'artista escollida per representar el país al Festival de 2012 era Anggun.

El 17 de gener de 2012 es va revelar que el títol de la cançó triada per l'artista era Echo, i que la lletra estava escrita en anglès i francès. La cançó es va presentar per internet el 29 de gener de 2012.